# El Abra, San Luis Potosí
El Abra är en ort i Mexiko.   Den ligger i kommunen Ciudad Valles och delstaten San Luis Potosí, i den centrala delen av landet, 280 km norr om huvudstaden Mexico City. El Abra ligger 161 meter över havet och antalet invånare är 734.
Terrängen runt El Abra är platt västerut, men österut är den kuperad. Terrängen runt El Abra sluttar söderut. Runt El Abra är det ganska glesbefolkat, med 35 invånare per kvadratkilometer. Närmaste större samhälle är Ciudad Valles, 9,8 km väster om El Abra. Omgivningarna runt El Abra är en mosaik av jordbruksmark och naturlig växtlighet.